# دولیشودروس دولونیگر
دولیشودروس دولونیگر (نام علمی: Dolichoderus doloniger) نام یک گونه از تیره مورچه است. این گونه مختص بولیوی و ونزوئلا است.